# Ługi (województwo dolnośląskie)
Ługi – wieś w Polsce, położona w województwie dolnośląskim, w powiecie górowskim, w gminie Wąsosz.

## Podział administracyjny
| SIMC    | Nazwa      | Rodzaj     |
| ------- | ---------- | ---------- |
| 0377319 | Unisławice | przysiółek |

W latach 1975–1998 miejscowość administracyjnie należała do województwa leszczyńskiego.

## Zabytki
Do wojewódzkiego rejestru zabytków wpisany jest obiekt:
- kościół ewangelicki, obecnie rzymskokatolicki filialny pw. Wniebowzięcia Najświętszej Marii Panny, z roku 1788
- plebania, obecnie szkoła, szachulcowa, z trzeciej ćwierci XVIII w.